# Leptospermum confertum
Leptospermum confertum är en myrtenväxtart som beskrevs av Joy Thomps.. Leptospermum confertum ingår i släktet Leptospermum och familjen myrtenväxter. Inga underarter finns listade i Catalogue of Life.